# Илузија груписања
Илузија груписања је тенденција да се мали узорци насумичних расподела погрешно схватају као значајни трагови "низа" или "група". Ова илузија је производ људске тенденције да занемари статистичку дисперзију која се врло вероватно може случајно појавити у малом узорку насумичних или полу-насумичних података.